# Koupili jsme ZOO
Koupili jsme ZOO je americká filmová komedie z roku 2011. Režisérem je Cameron Crowe, hlavní role ve filmu ztvárnili Matt Damon, Scarlett Johanssonová, Thomas Haden Church, Colin Ford a Maggie Elizabeth Jones. Námět vychází ze skutečného příběhu zoologických parku Dartmoor (anglicky Dartmoor Wildlife Park) v Anglii.

## Děj
Hlavním hrdinou příběhu je rodina Benjamina Meea (Matt Damon), která po ztrátě manželky a matky dětí Katherine (Stéphanie Szostak) zažívá krizi. 14letý syn Dylan (Colin Ford) byl vyhozen ze školy, a tak se otec rodiny rozhodne pro radikální krok. Věří, že změna bydliště pomůže rodině postupovat, proto dá v práci výpověď a začne hledat nový dům. V náročné roli mu vydatně pomáhá 7letá dcera Rosie, se kterou navštíví několik sídel. Po čase narazí na velký dům, který odpovídá jejich představě, ale jak se vzápětí ukáže, má v záloze tajemství. Je součástí zooparku, který byl před časem zavřen, ale stále se v něm nachází zvěř a její ošetřovatelé. Zaskočený Benjamin vida radost dcery Rosie souhlasí s koupí pozemku a pouští se do poznávání svých zaměstnanců i zvířat.
Syn Dylan se změnou bydliště a odlukou od přátel není nadšený, což dává pocítit celému svému okolí. Časem se jeho oporou stává 13letá Lily, která pomáhá správkyni ZOO Kelly Fosterové (Scarlett Johanssonová). Celý kolektiv začne s pracemi, které umožní otevření ZOO pro veřejnost. To se společným úsilím navzdory mnoha problémům nakonec podaří a celý areál je zpřístupněn. Práce sblíží Benjamina se synem, ale společné city se rozhoří mezi Benjaminem a Kelly. Velkou změnou prochází Dylan, který se sbližuje s Lily a stává se skutečným členem týmu.